# Angel (chanson de Massive Attack)
 (février 2012).
Si vous disposez d'ouvrages ou d'articles de référence ou si vous connaissez des sites web de qualité traitant du thème abordé ici, merci de compléter l'article en donnant les références utiles à sa vérifiabilité et en les liant à la section « Notes et références ».
Pour les articles homonymes, voir Angel.
Angel est une chanson de Massive Attack et premier titre de l'album Mezzanine, sorti en 1998. Elle est interprétée par le chanteur jamaïcain Horace Andy, collaborateur récurrent du groupe, et utilise un sample de Last Bongo in Belgium de l'Incredible Bongo Band.
C'est la reprise d'un titre original d'Horace Andy sorti en 1973, You are my angel pour l'album du même nom.
Le titre a notamment servi en France à la campagne des publicités des parfums Boss Bottled et Boss Bottled Night.
Il est repris en 2003 par Sepultura pour leur album de reprises Revolusongs.
Une bonne partie de la chanson s’inspire de la chanson Stratus de Billy Cobham, notamment la basse et certains passages à la guitare [une évidence ?].

## Le clip vidéo
Le clip produit par Walter Stern fut tourné à Londres sur trois jours en juin 1998. On y voit Grant Marshall marcher de nuit dans un grand parking, bientôt suivi par Horace Andy, le chanteur, puis par Robert Del Naja et Andrew Vowles, les autres membres du groupe.
Plus la chanson avance et plus le groupe de poursuivants s'agrandit, d'autres personnes venant se greffer au fur et à mesure, jusqu'à créer une foule immense. Grant Marshall, apeuré, se met à courir de plus en plus vite jusque dans un terrain vague où il décide de s'arrêter et de faire face à ses poursuivants, qui s'arrêtent à leur tour.
Grant Marshall fait alors un pas en avant en direction de ses poursuivants qui commencent à reculer, puis il finit par les poursuivre à son tour, faisant fuir toute la foule.